# TD Winnipeg International Jazz Festival
Il TD Winnipeg International Jazz Festival è un festival musicale jazz canadese tenutosi per la prima volta nel 1989 a Winnipeg, Manitoba. Di solito si svolge nel mese di giugno.

## Storia
Il festival, preparato dall'organizzazione Jazz Winnipeg e precedentemente chiamato Jazz Winnipeg Festival, presenta musicisti canadesi e internazionali in diversi generi jazz. Il festival organizza eventi a pagamento in vari luoghi di Winnipeg e concerti gratuiti nella Piazza del Mercato Vecchio nello storico Exchange District di Winnipeg. Il Jazz Winnipeg ospita anche concerti jazz durante tutto l'anno.

## Artisti
Tra gli artisti del passati figurano George Benson, Preservation Hall Jazz Band, Dave Brubeck, Charlie Haden, Herbie Hancock, Joe Henderson, Dave Holland, Wynton Marsalis, Sonny Rollins, Wayne Shorter, McCoy Tyner, Bobby McFerrin, Buster Williams, Christian McBride, Cecile McLorin Salvant, Vijay Iyer e Kamasi Washington, così come artisti non jazz come The Roots, Booker T. Jones, The Neville Brothers, St. Vincent e Al Green.